# Pjatnadcataja vesna
Pjatnadcataja vesna (Пятнадцатая весна) è un film del 1972 diretto da Inessa Surenovna Tumanjan.

## Trama
La romantica Saša di 15 anni sogna viaggi e si muove cavallereschi verso la gloria di una bella signora, la compagna di classe Alёna. Tuttavia, i suoi piani innocenti vengono interrotti dalla guerra. Per contribuire alla lotta contro l'invasore, un ragazzo coraggioso diventa assistente di un distaccamento partigiano. Non si rende conto che molto presto un'infida denuncia lo attirerà in una trappola fascista. Ma anche durante gli interrogatori, guardando audacemente la morte di fronte alla morte, il nobile Sasha non sussulterà, rendendosi conto che questa quindicesima primavera è l'ultima primavera della sua vita.